# 函館市芸術ホール
1. ・ホール内観（客席から見たステージ）
2. ・ホール内観（ステージから見た客席）
3. ・ホワイエ
4. ・エントランスホール
5. ・別角度からの建物外観 等

函館市芸術ホール（はこだてしげいじゅつホール）は、北海道函館市にあるコンサートホール。

## 概要
1998年（平成10年）5月9日開館。玄関・ホワイエなどを函館市北洋資料館と共用している。北海道立函館美術館に隣接しているほか、周辺には五稜郭、五稜郭タワー、函館五稜郭病院などがある。
ホール舞台は、目的に応じて音楽舞台と多目的舞台に転換させることが可能であり、合唱のために作られたホールはとても響きがよく、市内の中学生の合唱コンクールなどの市民の芸術文化活動の場として利用している。函館市文化・スポーツ振興財団の主催・共催事業、育成事業としてバックステージツアーや演劇ワークショップを開催している。1999年（平成11年）から弦楽クリニックの受講者による函館市芸術ホール管弦楽団が活動していたが、2015年（平成27年）で活動に一区切りをつけた。

## 施設
- 鉄骨鉄筋コンクリート造地下2階・地上4階建
- ホール
  - 面積：130 m²（音楽舞台時）、321 m²（多目的舞台時）
  - 舞台：幅17 m、高さ11 m、奥行9.5 m（音楽舞台時）、幅13.8 m、高さ6～8 m、奥行12.5 m（多目的舞台時）
  - 主催者控室（TV中継室）、楽屋ロビー（シャワー室有）
- 楽屋
  - 1号（56 m²、定員20名）
  - 2号（11 m²、定員4名）
  - 3号（14 m²、定員4名）
- 会議室（56 m²、定員20名）
- ギャラリー（400 m²、定員128名）
- リハーサル室（182 m²、定員60名）
- 練習室
  - 1号（27 m²、定員15名）
  - 2号（20 m²、定員6名）
- 録音調整室（10 m²）
- オープンギャラリー（屋外）
  - 舞台スペース114 m²、客席部分（階段状）383 m²
  - 定員500名
- カフェテラス（屋外）